# 고창고등학교
고창고등학교(高敞高等學校)는 대한민국 전북특별자치도 고창군 고창읍 교촌리에 있는 공립 고등학교이다.

## 학교 연혁
- 1919년 4월 14일 : 사립 오산학교 인가
- 1920년 3월 27일 : 사립 오산고등보통학교 인가
- 1922년 4월 1일 : 오산고등보통학교 인수(양태승 교장 대리 임명)
- 1922년 6월 3일 : 사립 고창고등보통학교로 교명 변경
- 1923년 7월 7일 : 재단법인 고창고등보통학교 인가
- 1924년 3월 10일 : 제1회 졸업식 7명
- 1938년 3월 15일 : 사립 고창중학교로 명칭 변경
- 1946년 6월 12일 : 중학교 수업 연한을 4년에서 5년으로 변경
- 1951년 3월 10일 : 교육법 개정 학제 6, 3, 3, 4년제 개정
- 1951년 9월 1일 : 학제개편에 의하여 고창고등학교로 승격, 중학교 분리 병설 운영
- 1974년 9월 1일 : 고창중학교 분리 이전
- 1975년 10월 26일 : 도서관 1층 준공
- 1976년 10월 16일 : 도서관 2층 증축
- 1986년 4월 8일 : 구 본관 철거
- 1987년 9월 16일 : 본관 준공
- 1991년 4월 2일 : 신관 교실 준공
- 1994년 12월 30일 : 성호관(체육관) 준공
- 1995년 12월 6일 : 성산학사(흥학원) 준공
- 1997년 9월 12일 : 흥학관 준공
- 1999년 12월 30일 : 성산학사(흥학원) 3층 준공
- 2002년 9월 12일 : 본관 4층 증축 준공
- 2006년 1월 20일 : 급식소 신축 준공
- 2010년 4월 12일 : 성산학사(성호원) 준공
- 2010년 6월 17일 : 성호도서관 준공
- 2012년 5월 21일 : 운동장 인조 잔디 시설 완비
- 2023년 9월 1일 : 제40대 배준기 교장 부임
- 2023년 12월 29일 : 제100회 졸업식(졸업생 101명, 19263명)
- 2024년 3월 4일 : 신입생 117명 입학

## 참고 자료
- 고창고등학교 - 한국교육학술정보원 학교알리미